# Pont-Arcy
Pont-Arcy é uma comuna francesa na região administrativa de Altos da França, no departamento de Aisne. Estende-se por uma área de 3,18 km². Em 2010 a comuna tinha 129 habitantes (densidade: 40,6 hab./km²).